# بارگذاری مجدد با گاز باروت

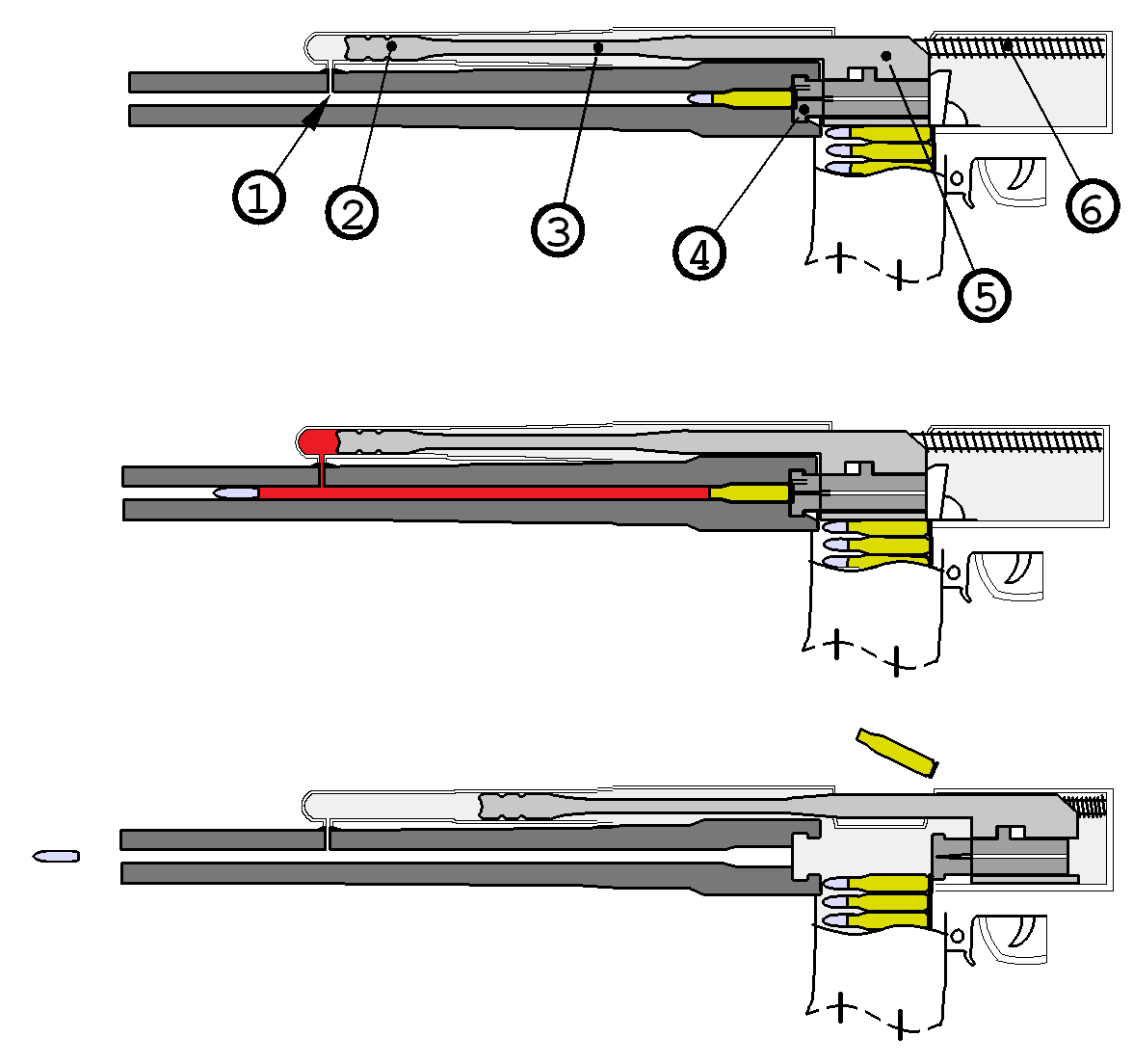
سلاح گرم مسلح با گاز (پیستون با دامنه بلند، به عنوان مثال AK-47). 1) روزنه گاز، ۲) سر پیستون، ۳) میله، ۴) گلنگدن، ۵) حامل گلنگدن، ۶) فنر

مسلح شدن با گاز باروت یک سامانه عملیاتی است که برای تأمین انرژی برای عمل فشنگ گذاری در سلاحهای گرم خودکار استفاده می‌شود. در مسلح شدن با گاز باروت، بخشی از گاز فشار قوی ناشی از شلیک فشنگ، برای برای بیرون پراندن پوکه فشنگ شلیک شده و بارگذاری یک فشنگ جدید در جان لوله (محفظه فشنگ) استفاده می‌شود. انرژی حاصل از گاز از طریق یک روزن در لوله سلاح یا یک تله در دهانه لوله سلاح جمع‌آوری می‌شود. سپس این گاز فشار قوی جمع‌آوری شده، به سطحی مانند سر پیستون ضربه می زند. بر اثر این عمل، حرکت کافی برای بازکردن قفل آلات متحرکه، عمل فشنگ کشی، پوکه پرانی، کشیدن چکش یا ضربه زننده، قراردادن فشنگ جدید در جان لوله (محفظه فشنگ) و قفل کردن مجدد آلات متحرکه تأمین می‌شود.

## تاریخچه
اولین اشاره به استفاده از پیستون گازی در یک تفنگ ته پر تک تیر، مربوط به سال ۱۸۵۶ توسط ادوارد لیندر آمریکایی می‌باشد. در سال ۱۸۶۶، ویلیام کرتیس انگلیسی نخستین اختراع ثبت شده بر روی یک اسلحه تکرار کننده شلیک با گاز را ارائه داد، اما متعاقباً نتوانست این ایده را توسعه دهد. بین سالهای ۱۸۸۳ و ۱۸۸۵، هیرام ماکسیم تعدادی از اختراعات ثبت شده در زمینه عملکرد دمیدن به عقب، لگد زدن و کار با گاز باروت را ثبت کرد. در سال ۱۸۸۹، آدولف اودکولک فون اوجزدا، اتریشی-مجارستانی ثبت اختراع را برای اولین مسلسل مسلح شونده با گاز را با موفقیت ثبت کرد.

## سامانه‌های گازی
اکثر سامانه‌های فعلی گاز از نوعی پیستون استفاده می‌کنند. پیستون با استفاده از گاز احتراق جمع‌آوری شده توسط یک روزنه در لوله یا یک تله در دهانه لوله سلاح عمل می‌کند. اسلحه‌های اولیه، مانند نمونه اولیه «فلپر» براونینگ، تفنگ بنگ و تفنگ گرند، از گاز نسبتاً کم فشار در دهانه لوله یا در نزدیکی آن استفاده می‌کردند. این کار، همراه با عملکرد قطعات عملیاتی بزرگتر، باعث کاهش لگد تفنگ می‌شدند. برای ساده‌تر و سبکتر کردن سلاح گرم، بهتر است از گاز نزدیک به جان لوله (محفظه فشنگ) استفاده شود. این گاز پر فشار آنقدر قدرت دارد که قمی تواند سلاح گرم را از بین ببرد، مگر آنکه به گونه ای مناسب تنظیم شود. اکثر سلاحهای مسلح شونده با گاز، برای انجام این تنظیم، از روزنه گاز، توده ای از آلات متحرکه و فشار فنر استفاده می‌کنند. چندین روش دیگر نیز برای تنظیم این انرژی وجود دارند. ام ۱ کارابین یک پیستون خیلی کوتاه یا «تَپِت» را در خود جای داده است که باعث محدود شدن لگد تفنگ می‌شود و سپس تیرانداز با کمک سرشانه بقیه لگد تفنگ را مهار می‌کند. این مکانیسم ذاتاً میزان گاز گرفته شده از لوله را محدود می‌کند. تفنگ ام ۱۴ و مسلسل چند منظوره ام ۶۰ از سیستم انبساط و برش وایت برای متوقف کردن (قطع) ورود گاز به داخل سیلندر، در هنگامی که پیستون مسافت کوتاهی را طی کرده، استفاده می‌کنند. با این حال، اکثر سیستم‌ها، گاز اضافی را از طریق شکاف‌ها، سوراخ‌ها یا روزنه‌ها وارد فضای کار می‌کنند.

### تله گازی
عمل اصلی سامانه تله گازی به دام انداختن گاز احتراق در هنگام ترک دهانه لوله است. این گاز بر روی سطحی که انرژی را به حرکت تبدیل می‌کند، تأثیر می‌گذارد که به نوبه خود آلات متحرکه سلاح گرم را حرکت می‌دهد. هیرام ماکسیم در سال ۱۸۸۴ یک سیستم سر پوش دهانه را به ثبت رساند که در سند ثبت اختراعات ۳۱۹٬۵۹۶ شرح داده شده است، اگرچه هنوز مشخص نشده است که این سلاح گرم هرگز به نمونه اولیه رسیده باشد یا نه. جان براونینگ از گازهای به دام افتاده در دهانه لوله برای به کار بردن «فلپر» در نخستین پیش نمونه‌های سلاح گرم مسلح شونده با گاز استفاده شده در استفاده نمود که در سند ثبت اختراعات ۴۷۱٬۷۸۲ شرح داده شده است. تفنگ دانمارکی بنگ از یک سرپوش دهانه استفاده می‌کرد که به وسیله گاز دهانه به جلو حرکت می‌کرد تا از این طریق میله‌های انتقال و اهرم را حرکت دهد. سایر اسلحه‌های تله گازی نمونه‌های اولیه ام ۱ گرند و تفنگ آلمانی گِوهِر ۴۱ (هر دو مدل والتر و موزر) بودند. این سامانه‌ها طولانی‌تر، سنگین تر، کثیف‌تر و پیچیده‌تر از نسلهای بعدی سلاح‌های مسلح شونده با گاز هستند. با وجود این نقاط ضعف، آنها از گاز باروت نسبتاً کم فشار استفاده کرده و نیازی به یک سوراخ در لوله نداشتند. دولت‌های آمریکا و آلمان هر دو نیاز داشتند که اسلحه‌های آنها بدون حفر یک سوراخ در لوله کار کنند. هر دو دولت ابتدا این نوع اسلحه (تله گازی) را پذیرفتند ولی بعداً آن را رها کردند. بیشتر تفنگ‌های اولیه ام ۱ گرند ایالات متحده با نمونه‌های دارای پیستون گازی با دامنه حرکت طولانی جایگزین شدند که در نتیجه تفنگ‌های تله گازی باقیمانده را از استفاده نظامی خارج و راهی بازار کلکسیونرها کردند.

### پیستون با دامنه حرکت طولانی

شکل سامانه مسلح شونده با گاز به روش پیستون دارای دامنه حرکت طولانی

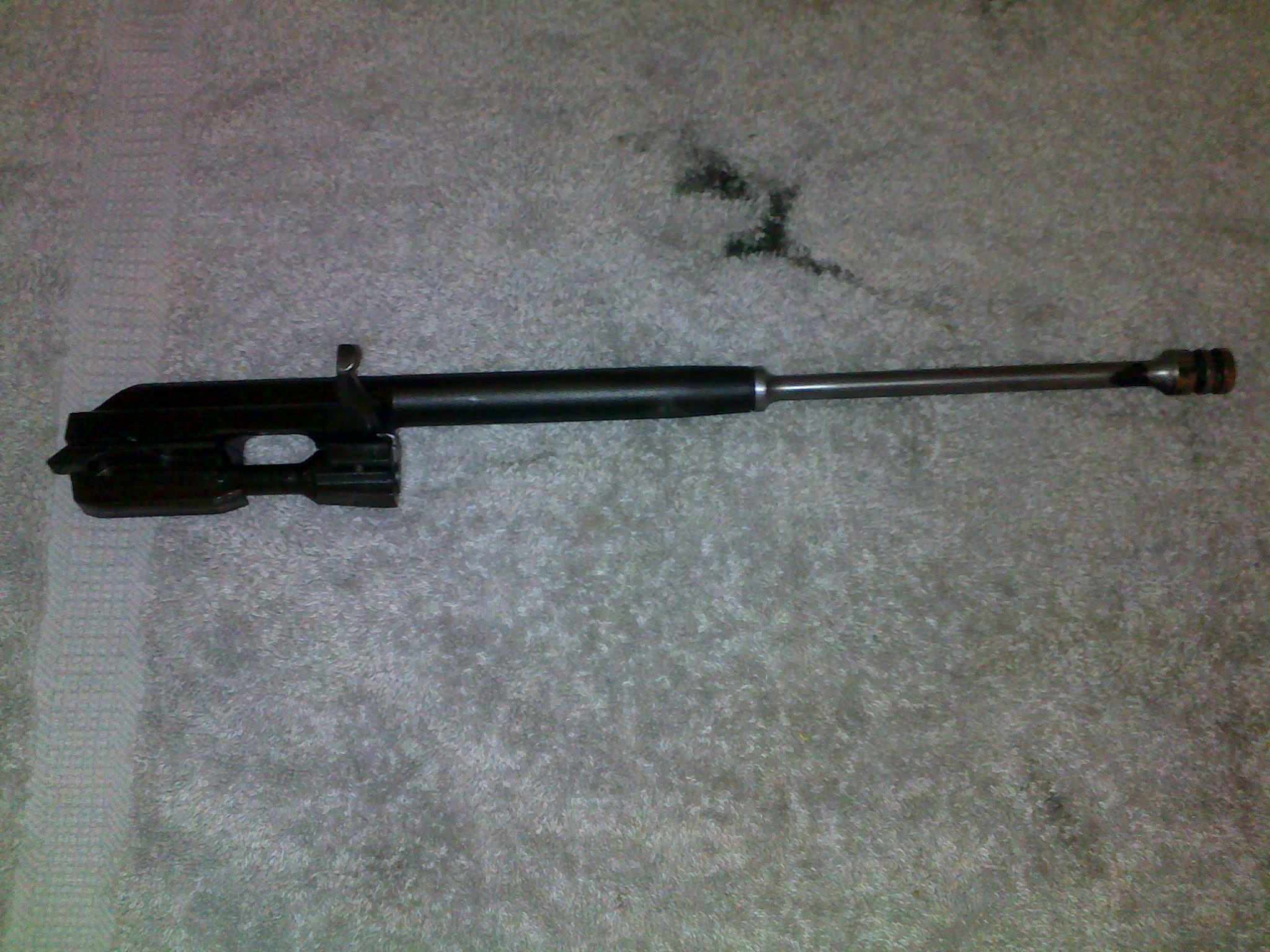
پیستون گازی با دامنه حرکت طولانی، از نوع AK-74.

با بودن یک سامانه دامنه حرکت طولانی، پیستون به صورت مکانیکی در گروه گلنگدن قرار می‌گیرد و در کلِ چرخهٔ عملیاتِ بارگذاریِ مجدد، حرکت می‌کند. این سیستم در سلاح‌هایی از قبیل تیربار سبک  برن، تاور، کلاشینکف، اف ان مینیمی، تیربار سبک ام ۲۴۹، اف ان ام آ ژ، اف ان اف ان سی و ام ۱ گرند استفاده می‌شود. مهم‌ترین مزیت سامانه دامنه حرکت طولانی این است که جرم میله پیستون به حرکت حامل گلنگدن اضافه می‌کند و باعث می‌شود تا فشنگ کشی، پوکه پرانی، فشنگ گذاری مجدد و قفل راحت تر انجام شوند. نقطه ضعف اصلی این سیستم، اختلال در هدف‌گیری به دلیل عوامل مختلفی از قبیل: تغییر مرکز جرم در طی چرخه عمل، توقف‌های ناگهانی در آغاز و انتهای حرکت آلت متحرکه و استفاده از لوله به عنوان یک تکیه گاه برای عقب راندن گلنگدن می‌باشد. همچنین به دلیل جرم بیشتر قطعات متحرک، گاز باروت بیشتری برای کار با سامانه مورد نیاز است که به نوبه خود به قطعات عملیاتی بزرگتر نیز نیاز دارد.

### پیستون با دامنه حرکت کوتاه

پیستون با دامنه حرکت کوتاه

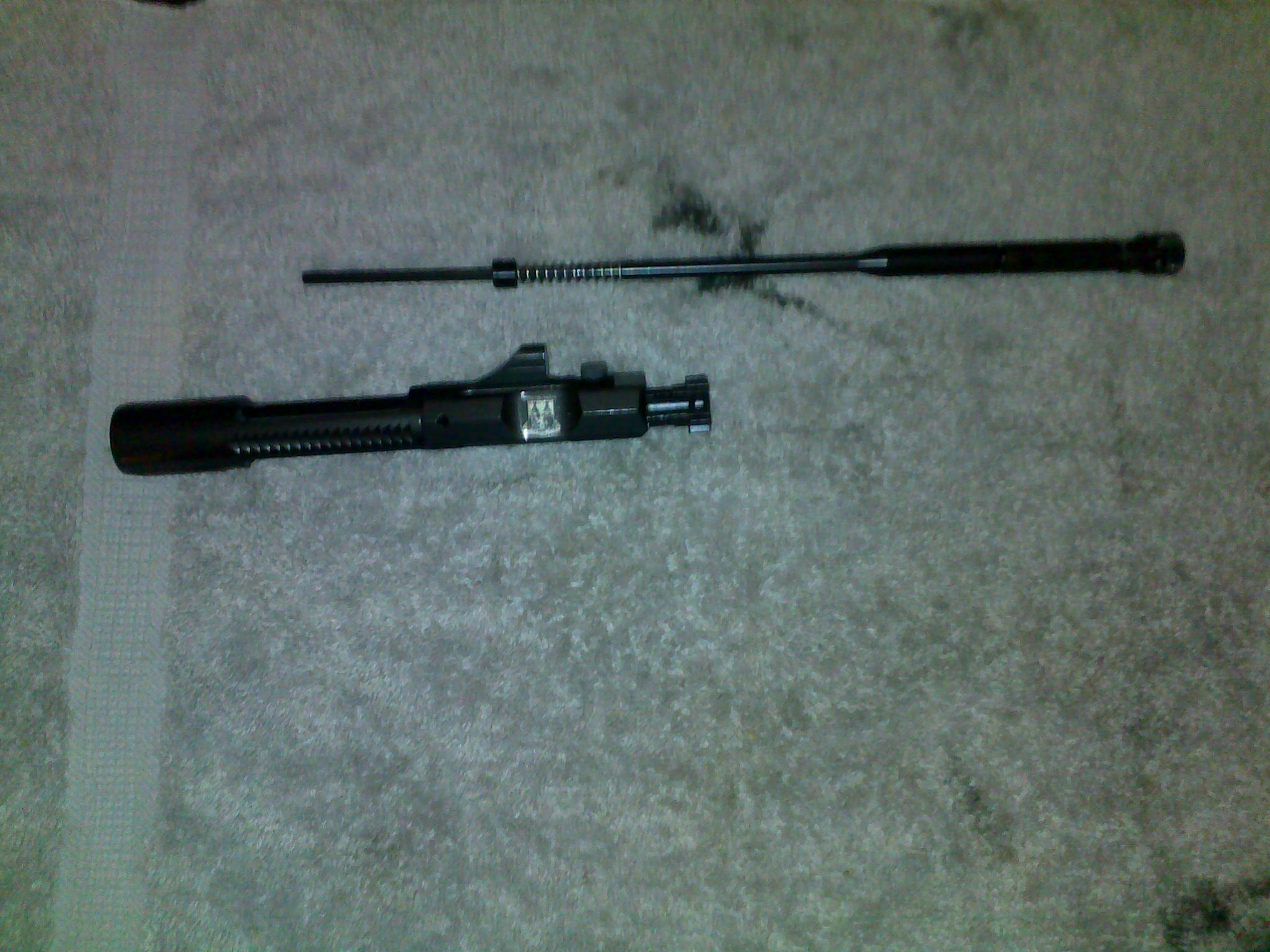
پیستون گازی با دامنه حرکت کوتاه و گلنگدن و متعلقات آن، از پیستون گازی ای آر ۱۵.

با بودن پیستون با دامنه حرکت کوتاه یا تَپت، پیستون به‌طور جداگانه از گروه گلنگدن حرکت می‌کند. ممکن است مستقیماً قسمتهای گروه گلنگدن را هل دهد، مانند ام ۱ کارابین، یا از طریق میله یا قطعه متصل شده، هل دادن را انجام بدهد، مانند آرمالایت ای ار ۱۸ یا سیمونوف. در هر دو حالت، انرژی با فشاری کوتاه و ناگهانی منتقل می‌شود و سپس حرکت پیستون گازی توسط یک فنر متوقف می‌شود که به قطعه حامل گلنگدن اجازه می‌دهد تا از طریق انرژی جنبشی چرخه عمل را ادامه دهد. این روش این مزیت را دارد که در مقایسه با یک پیستون با دامنه حرکت طولانی، جرم کل قطعات آلات متحرکه را کاهش می‌دهد. این به نوبه خود، به دلیل کم شدن جرمی که در هر دو سوی حرکت حامل گلنگدن به کار می‌رود ، کنترل اسلحه را راحت تر می‌کند. این طراحی هم در بازارهای غیرنظامی و هم نظامی در دسترس است و به عنوان استفاده مجدد از سلاح‌های خانواده ای ار ۱۵ برای رفع کمبودهای پیدا شده در سیستم گازی استانر مطرح می‌باشد.

### فشار مستقیم گاز باروت

فشار مستقیم گاز باروت

در روش فشار مستقیم گاز باروت (DI)، گاز خروجی از طریق یک روزنه و یک لوله باریک به پشت لوله و به بخشهای عملیاتی تفنگ می‌رود که مستقیماً حامل گلنگدن را حرکت می‌دهند. این ویژگی منجر به یک مکانیسم ساده‌تر و سبک‌تر می‌شود. اسلحه‌هایی که از این سیستم استفاده می‌کنند شامل ماس ۴۰ فرانسوی از سال ۱۹۴۰، ای جی ام ۴۲ سوئدی از سال ۱۹۴۲ است. سیستم گازی سری‌های ام ۱۶ آمریکایی و ام ۴ از یک لوله باریک گاز استفاده می‌کنند تا مستقیماً حامل گلنگدن را حرکت دهند، در حالی که ام ۲۷ تفنگداران دریایی ایالات متحده مبتنی بر تفنگ پیستون-محور هکلر و کخ ۴۱۶ است. یک مزیت اصلی این روش اینست که قطعات متحرک با خانهای درون لوله در یک خط قرار می‌گیرند که باعث می‌شود نشانه‌گیری سلاح به اندازه روشهای پیستونی مختل نشود که به ویژه در تفنگهای کاملاً خودکار یک مزیت خاص محسوب می‌شود. از معایب این روش این است که سوخت گاز (و رسوب همراه) به‌طور مستقیم به آلات متحرکه دمیده می‌شوند. عمل مسلح شدن مستقیم با گاز باروت دمای تفنگ را در حین شلیک افزایش می‌دهد، که می‌تواند باعث سوختن و پخش شدن روغن‌های روان‌کننده شود. گلنگدن، فشنگ کش، پوکه پران، پینها و فنرها نیز با همان گاز با دمای بالا گرم می‌شوند. این عوامل ترکیبی، باعث کاهش عمر خدمات این قطعات، قابلیت اطمینان و میانگین زمان بین خرابی‌ها می‌شود.

## سیستم‌های تقویت گاز

### تقویت کننده دهانه

انیمیشن عملکرد تقویت کننده دهانه ویکرز، نشان دهنده گازهای در حال گسترش و هل دادن لوله به عقب نسبت به سرپوش خنک‌کننده

چوچات فرانسوی، مسلسل آلمانی ام ژ ۴۲، تیربار بریتانیایی ویکرز و برخی سلاح‌های مبتنی بر لگد زنی دیگر، از یک مکانیزم سبک تله گازی برای تأمین انرژی اضافی برای «تقویت» انرژی ناشی از لگد تفنگ استفاده می‌کنند. این «تقویت» نرخ بیشتری از آتش یا عملکرد مطمئن تری را فراهم می‌کند. به‌طور جایگزین، آن را تقویت گازی می نامند و ممکن است در بعضی از آداپتورهای تیر مشقی نیز وجود داشته باشد.

### محفظه تیر شناور
مسلسلهای اولیه برای عملیاتی شدن گران بودند. ارتش ایالات متحده می‌خواست خدمه تیربار را با مهمات کم هزینه آموزش دهد. برای انجام این کار، آنها به کارتریج ال آر ۲۲ احتیاج داشتند تا بتوانند کار با تیربارهایی را آموزش دهند که در حالت واقعی از سلاح گرم طراحی شده برای استفاده از کارتریج ۰۶-۳۰ استفاده می‌کردند. دیوید مارشال ویلیامز روشی را اختراع کرد که شامل یک محفظه تیر شناور جداگانه بود که به عنوان یک پیستون گازی کار می‌کرد که گاز ناشی از احتراق مستقیماً به جلوی محفظه تیر شناور فشار وارد می‌آورد. کیت تبدیل کالیبر ۲۲ کلت سرویس ایس به کالیبر ۴۵. تپانچه‌ام ۱۹۱۱ نیز از سیستم ویلیامز استفاده می‌کند، که نسبت به سایر تبدیل‌های کار شده بر روی مکانیسم دمیدن به عقب امکان نصب لغرنده‌های بسیار سنگین تری را می‌دهد و آموزش با تپانچه تبدیل شده را واقعی می‌کند. یک محفظه تیر شناور، نیروی اضافی را برای کار با لغزنده‌های سنگین تر فراهم می‌کند، و همان حس لگد اسلحه را می‌دهد که در تیراندازی با کارتریج اصلی حس می‌شود.

### دمیدن به عقب تأخیری با گاز
در این طراحی، گلنگدن قفل نمی‌شود، اما مانند سایر طراحی‌های مبتنی بردمیدن به عقب با گاز، بر اثر فشار گازهای پیشرانه به عقب رانده می‌شود. در این حالت، گازهای احتراقی از از لوله به داخل یک سیلندر می‌روند که دارای پیستونی است که بازشدن گلنگدن را به تأخیر می‌اندازد. این مکانیسم در تفنگ‌های فولک اشتروم گِوهِر ۵-۱، هکلر و کخ پی ۷، اشتیر گ ب و تپانچه‌های والتر سی سی پی استفاده شده است.

### دفع گازی
تپانچه اصلاحات، اختراع شده توسط آگوست شولر، از یک ردیف عمودی از لوله‌ها استفاده می‌کرد که با هر شلیک، لوله جاری به سمت بالا حرکت می‌کرد و لوله زیرین جایگزین آن می‌شد که حاوی یک فشنگ آماده برای شلیک بود. با شلیک فشنگ لوله پایین‌تر، یک سوراخ گاز بین لوله‌ها لوله خالی را به اندازه ای فشار می‌داد تا پوکه را از عقب به بیرون بپراند. یک صفحه سکه مانند، نصب شده روی چکش، مانع از این می‌شد که پوکه به پیرون پرت شده به صورت شلیک کننده بخورد. آخرین پوکه را می‌بایست به‌صورت دستی خارج می‌کردند.